# Палестинская национальная инициатива
Палестинская национальная инициатива (араб. المبادرة الوطنية الفلسطينية‎) — палестинская политическая партия левоцентристского толка.
Умеренная секулярная партия, пытающаяся играть роль «третьей силы» между «коррумпированным и продавшимся», по мнению её лидеров, ФАТХом и террористическим ХАМАСом.
Не имеет вооружённого крыла (как это принято среди палестинских партий) и не одобряет насилия, хотя в принципе не осуждает вооружённое сопротивление.
Имеет статус наблюдателя при Социалистическом интернационале и входит в Прогрессивный альянс.

## История
Создана 17 июня 2002 года в Рамалле, преимущественно выходцами из левой Палестинской народной партии.
Лидеры — ветеран борьбы за независимость Палестины[какой?] Хайдар Абдул Шафии (Dr. Haidar Abdul Shafi), бывший глава ПНП Мустафа Баргути (Dr. Mustafa Barghouthi) и Ибрагим Даккак (Ibrahim Dakkak). Большую роль в создании партии сыграл известный американо-палестинский интеллектуал Эдвард Вади Саид.
На первых выборах на территории палестинской автономии Баргути был основным соперником официозного Махмуда Аббаса, ставленника ФАТХ, и набрал 19 % голосов (Аббас — 62 %).
Электорат партии — умеренные палестинцы, которые считают ФАТХ неэффективной и устаревшей организацией, но которые не настолько радикальны, чтобы поддерживать ХАМАС. ПНИ популярна в среде арабской интеллигенции.

## Политическая программа
Призывает отказаться от создания арабского государства и вернуться к идее двуединого арабо-еврейского государства, управляемого демократически избранным правительством.
Исходит из того, что в таком государстве через известное время евреи-израильтяне по чисто демографическим причинам окажутся в меньшинстве, что решит палестинскую проблему эволюционным путём. Настаивает на законодательно утверждённых гарантиях прав всех меньшинств.